# Taksonomia wrocławska
Taksonomia wrocławska (ang. cluster analysis ) – metoda grupowania obiektów (zmiennych) w grupy jednorodne pod względem n cech (wymiarów) łącznie. Podstawą grupowania jest odległość euklidesowa. Metoda ta może mieć zastosowanie do oceny i porządkowania dowolnego rodzaju elementów, dla których wyspecyfikować można zbiór cech.
W metodzie zakłada się, że w ocenie będzie uwzględnianych n cech, które charakteryzują każdy system. Rozpatrywany system można zinterpretować jako punkt n-wymiarowej przestrzeni abstrakcyjnej S. Odległość dwu punktów w niej będzie metryką, a przestrzeń metryczną, jeżeli możliwe jest określenie tej odległości - odległość dwu systemów od siebie. Zbiór Z będzie częścią przestrzeni S. Dla każdych dwu punktów tej przestrzeni można określić ich odległość. Na przecięciu i-tego wiersza i j-tej kolumny tablicy wpisuje się odległość i-tego od j-tego elementu (zbioru Z lub elementu optymalnego). Jest to tablica symetryczna względem głównej przekątnej. Wszystkie zaś wyrazy głównej przekątnej są zerami (odległość systemu od samego siebie). 
Taksonomia wrocławska opiera się m.in. na twierdzeniach o istnieniu najkrótszego dendrytu zbioru Z, stanowiącego jego najlepsze uporządkowanie oraz o możliwości ułożenia go na płaszczyźnie.